# الگوایر
الگوایر (به اسپانیایی: Alguaire) یک شهرستان در اسپانیا است که در کاتالونیا واقع شده‌است.

## خصوصیات
الگوایر ۵۰٫۱۱ کیلومترمربع مساحت و ۳٬۱۲۹ نفر جمعیت دارد و ۳۰۴ متر بالاتر از سطح دریا واقع شده‌است.